# Tridimeris
Tridimeris là chi thực vật có hoa trong họ Annonaceae.

## Các loài
- Tridimeris hahniana Baill., 1869